# Лазаревська-Дикарєва Тетяна Леонідівна
Лазаревська-Дикарєва Тетяна Леонідівна — український композитор.
Народ. 6 липня 1945 р. в Києві в родині службовця. Сестра кінорежисера і художника Ю. Л. Лазаревської.
Закінчила Київський державний педагогічний інститут ім. М. Горького (1969).
Працювала на «Укркінохроніці» й у Київській Державній філармонії.
У 1989 р. створила музичний театр «Планета» при гільдії режисерів Спілки кінематографістів України.
Автор музики до телепрограм «Будинок фантазерів», «Новий рік» та ін., до стрічок: «Не губи древо життя», «Зачароване колесо життя» (1988), «Вчора, сьогодні і завтра», «Історія пані Ївги» (1990), «Табірний пил» (1990), «Сестрички», «Невільний брат, невільниця сестра» (1991), а також до мультфільму «Пригоди на воді» (1990).
З 1997 р. живе у США (Міннесота).